# 1695
1695 (MDCXCV) byl rok, který dle gregoriánského kalendáře započal sobotou.

## Události
- 27. leden – Ahmeda II. vystřídal na tureckém trůně Mustafa II.
- vyvrcholilo selské povstání na panství Hukvaldy
- Rusko vyhlašuje válku Osmanské říši
- založen klášter Sinaia

### Probíhající události
- 1683–1699 – Velká turecká válka
- 1688–1697 – Devítiletá válka
- 1689–1697 – Válka krále Viléma

## Narození
Česko
- 20. dubna – Filip Sattler, olomoucký barokní sochař († 20. května 1738)
- 22. října – Augustin Václav Möltzer, český kněz, arciděkan v Horní Polici († 25. června 1757)
- 18. listopadu – David Nitschmann, český misionář a první biskup Moravské církve († 5. října 1772)

Svět
- 2. února – William Borlase, anglický přírodovědec († 1772)
- 6. února – Nicolaus II. Bernoulli, švýcarský matematik († 1726)
- 12. března – Řehoř Theny, tyrolský sochař a řezbář († 5. května 1759)
- 15. března – Alexandr Josef Sułkowski, polský šlechtic, říšský kníže († 21. května 1762)
- 8. dubna – Johann Christian Günther, německý básník († 15. března 1723)
- 1. května – Pierre Saint-Sevin, francouzský violoncellista a hudební skladatel († květen 1768)
- 24. června – Martin van Meytens, švédský malíř († 23. března 1770)
- 4. srpna – Ludvík I. Orleánský, syn a dědic Filipa II. Orleánského († 21. července 1719)
- 20. srpna – Marie Luisa Alžběta Orleánská, nejstarší dcera Filipa II. Orleánského († 21. července 1719)
- 3. září – Pietro Locatelli, italský houslista a hudební skladatel († 30. března 1764)
- 23. října – François de Cuvilliés, bavorský designér a architekt belgického původu († 14. dubna 1768)
- 10. listopadu (nebo 31. října 1693) – John Bevis, anglický lékař a astronom († 6. listopadu 1771)
- 19. prosince – Jacob de Wit, nizozemský malíř († 12. listopadu 1754)
- ? – Augustin Langlade, kanadský obchodník s kožešinami († 1771)

## Úmrtí
Česko
- 15. března – Michael Ernst Beer, děkan katedrální kapituly v Litoměřicích (* 1640)
- 23. září – Karel II. z Lichtenštejna, olomoucký biskup (* 8. dubna 1624)
- 28. listopadu – Jan Sladký Kozina, vůdce chodského povstání (* 10. září 1652)
- ? – Josef Leopold Weber, slezský sochař († 1771)

Svět
- 4. ledna – François-Henri de Montmorency, vévoda lucemburský, francouzský generál (* 8. ledna 1628)
- 18. února – György Széchenyi, uherský primas a arcibiskup ostřihomský (* ? 1592)
- 13. dubna – Jean de La Fontaine, francouzský spisovatel a člen Francouzské akademie (* 8. července 1621)
- 17. dubna – Juana Inés de la Cruz, mexická řeholnice, spisovatelka a básnířka (* 1651)
- 20. dubna – Georg Caspar Wecker, německý barokní varhaník a hudební skladatel (* 2. dubna 1632)
- 30. května – Pierre Mignard, francouzský portrétista (* 7. listopadu 1612)
- 8. června – Christiaan Huygens, význačný nizozemský matematik, fyzik a astronom (*14. dubna 1629)
- 6. srpna – François Harlay de Champvallon, arcibiskup v Rouenu a v Paříži (* 14. srpna 1625)
- 6. října – Gustav Adolf Meklenburský, vévoda z Meklenburska-Güstrow (* 26. února 1633)
- 19. října – Jakub Haško, nitranský biskup, vlastenec a mecenáš (* 27. dubna 1622)
- 21. listopadu – Henry Purcell, anglický hudební skladatel (* 10. září 1659)
- 28. listopadu – Giovanni Paolo Colonna, italský varhaník, varhanář, hudební skladatel (* 16. června 1637)

## Hlavy států
- Anglie – Vilém III. (1688–1702)
- Francie – Ludvík XIV. (1643–1715)
- Habsburská monarchie – Leopold I. (1657–1705)
- Osmanská říše – Ahmed II. (1691–1695) / Mustafa II. (1695–1703)
- Polsko-litevská unie – Jan III. Sobieski (1674–1696)
- Rusko – Ivan V. (1682–1696) a Petr I. Veliký (1682–1725)
- Španělsko – Karel II. (1665–1700)
- Švédsko – Karel XI. (1660–1697)
- Papež – Inocenc XII. (1691–1700)
- Perská říše – Husajn Šáh